# 聖托馬斯 (印地安納州)
聖托馬斯（英語：Saint Thomas）是位於美國印地安納州諾克斯縣的一個非建制地區。該地的面積和人口皆未知。